# Eupithecia fumimixta
Eupithecia fumimixta är en fjärilsart som beskrevs av W. Warren 1900. Eupithecia fumimixta ingår i släktet Eupithecia och familjen mätare. Inga underarter finns listade i Catalogue of Life.